# Les Lacarrats
Les Lacarrats sont des  lacs pyrénéens français situés administrativement dans la commune d'Arrens-Marsous dans le département des Hautes-Pyrénées, dans le Lavedan en Occitanie.
Les lacs ont une superficie de 0,6 ha pour une altitude de 2 429 m, ils atteignent une profondeur de 2 m.

## Toponymie
En occitan, lacarrats, qui vient de arr signifie pente rocheuse mise à nu : « dalle  ».

## Géographie
Les Lacarrats sont  des lacs naturels situés dans l'enceinte du parc national des Pyrénées, dans la vallée d'Arrens en val d'Azun.

### Topographie
| Col d'Artouste (2 472 m)                  | Lac de Migouélou (2 278 m) Refuge de Migouélou |                                   |
|                                           | Lacarrats                                      | Piques de l'Arriougrand (2 586 m) |
| Pic de Batbeilh ou de Batboucou (2 586 m) |                                                | Pic de Courouaou (2 691 m)        |

## Protection environnementale
Les lacs sont situés dans le parc national des Pyrénées et sont situés dans le parc national des Pyrénées et fait partie d'une zone naturelle protégée, classée ZNIEFF de type 1 : Hautes vallées des gaves d’Arrens et de Labat de Bun

## Voies d'accès
Les Lacarrats sont accessibles par le versant est par le sentier au départ de la centrale électrique de Migouélou qui mène au lac de Migouélou ou par le versant ouest côté Pyrénées-Atlantiques depuis le lac d'Artouste par le col d'Artouste.